# Ximena Bedregal
Pour les articles homonymes, voir Bedregal.
Ximena Bedregal Sáez, née en 1951 en Bolivie, est une essayiste, enseignante, éditrice et féministe lesbienne bolivienne.

## Éléments biographiques
Ximena Bedregal est née en Bolivie en 1951, d'une mère chilienne et d'un père bolivien. Elle étudie l'architecture et les arts à l'Université du Chili à Santiago du Chili et à l'Université Mayor de San Andrés de La Paz, en Bolivie. À l'Université de San Andrés, elle étudie également le cinéma. Elle prolonge ce cursus par une maîtrise en planification urbaine  à l'Université nationale autonome du Mexique. Au Centre de l'Image à Mexico, elle participe à des ateliers de photographie, dont des ateliers dirigés par Graciela Iturbide.   
De 1983 à 1985, elle est professeur d'histoire de l'art et de l'architecture à l'Université de Puebla, au Mexique. Elle fonde ensuite et  édite la revue féministe La Correa feminista  dans le cadre d'un groupe dénommé « Cómplices de México », alors qu'elle travaille pour le quotidien mexicain La Jornada comme journaliste et comme éditrice du supplément féministe Triple Jordana,. Elle  collabore à diverses revues, dont Debate feminista et Pukara.

## Œuvre

### Écriture
Son travail de théoricienne porte notamment sur les études de genre, en les abordant dans une optique féministe éloignée du militantisme, avec une critique du discours politique modéré du féminisme, de son apparente lesbophobie et de sa recherche de légitimité,. Elle aborde également, dans différentes publications, le rôle de la femme dans  quelques mouvements indigènes — comme les zapatistes —  en remettant en question la faiblesse de la législation  des droits de la femme au Mexique et en s'interrogeant sur l'efficacité de certains programmes internationaux comme les microcrédits du FMI,,,.

### Arts visuels et photographie
Comme artiste et photographe, elle a participé à différentes expositions collectives et individuelles, en particulier Como mujer no tengo Patria, el mundo entero es mi tierra – La tira de la Peregrinación au Musée national d'art de la Bolivie à La Paz (2009),  Bolivia, luces y sombras de un proceso au Centre culturel de défense et promotion des droits des hommes de Morelos (2009) et Bolivia Resistencia y Esperanza: una muestra documental del proceso boliviano à la Maison de la culture de Tlayacapan (2009),.

## Publications

### Autrice
- Hilos nudos y colores en la violencia hacia las mujeres (édition CICAM, 1991) en collaboration avec Irma Saucedo et Florinda Riquer.
- Permanecia voluntaria en la Utopía (édition CICAM, 1997).
- Feminismos cómplices: gestos para una cultura tendenciosamente diferente (Mexico-Santiago: La Correa Feminista, 1993) en collaboration avec Margarita Pisano, Francesca Gargallo, Amalia Fisher et Edda Gaviola.

### Directrice de publication
- Ética y feminismo (édition CICAM, 1995).

### Collaboratrice
- Chiapas, y las mujeres qué? (La Correa Feminista, 1994).